# Nyctalus plancyi
Nyctalus plancyi is een zoogdier uit de familie van de gladneuzen (Vespertilionidae). De wetenschappelijke naam van de soort werd voor het eerst geldig gepubliceerd door Gerbe in 1880.

## Voorkomen
De soort komt voor in het oosten van China en Taiwan.